# シャルガフの規則

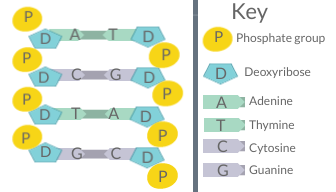
シャルガフの規則の根拠を示すDNA塩基対形成の図解

シャルガフの規則（シャルガフのきそく、Chargaff's rules）とは、いかなる種や生物においてもDNA中のグアニンの量はシトシンの量と等しく、また、アデニンの量はチミンの量と等しいこと、さらにプリン塩基とピリミジン塩基のモル比が1:1となることを示すものである。
これらの法則は、1940年代後半にオーストリア出身のエルヴィン・シャルガフによって発見された。

## 定義

### 第一の規則
第一の規則は、二本鎖DNA分子全体において、塩基の割合が等しくなることを示す。すなわち、アデニン（A）の割合はチミン（T）と等しく（A% = T%）、グアニン（G）の割合はシトシン（C）と等しい（G% = C%）。この規則の厳密な検証は、DNA二重らせんモデルにおけるワトソン・クリック型塩基対の元となっている。

### 第二の規則
第二の規則は、各DNA鎖ごとにもA% ≈ T%、G% ≈ C%が概ね成立するというものである。ただし、これは一本のDNA鎖における塩基組成の全体的な特徴を表すものであり、必ずしも局所的な領域ごとに成り立つとは限らない。